# Gaffelfock

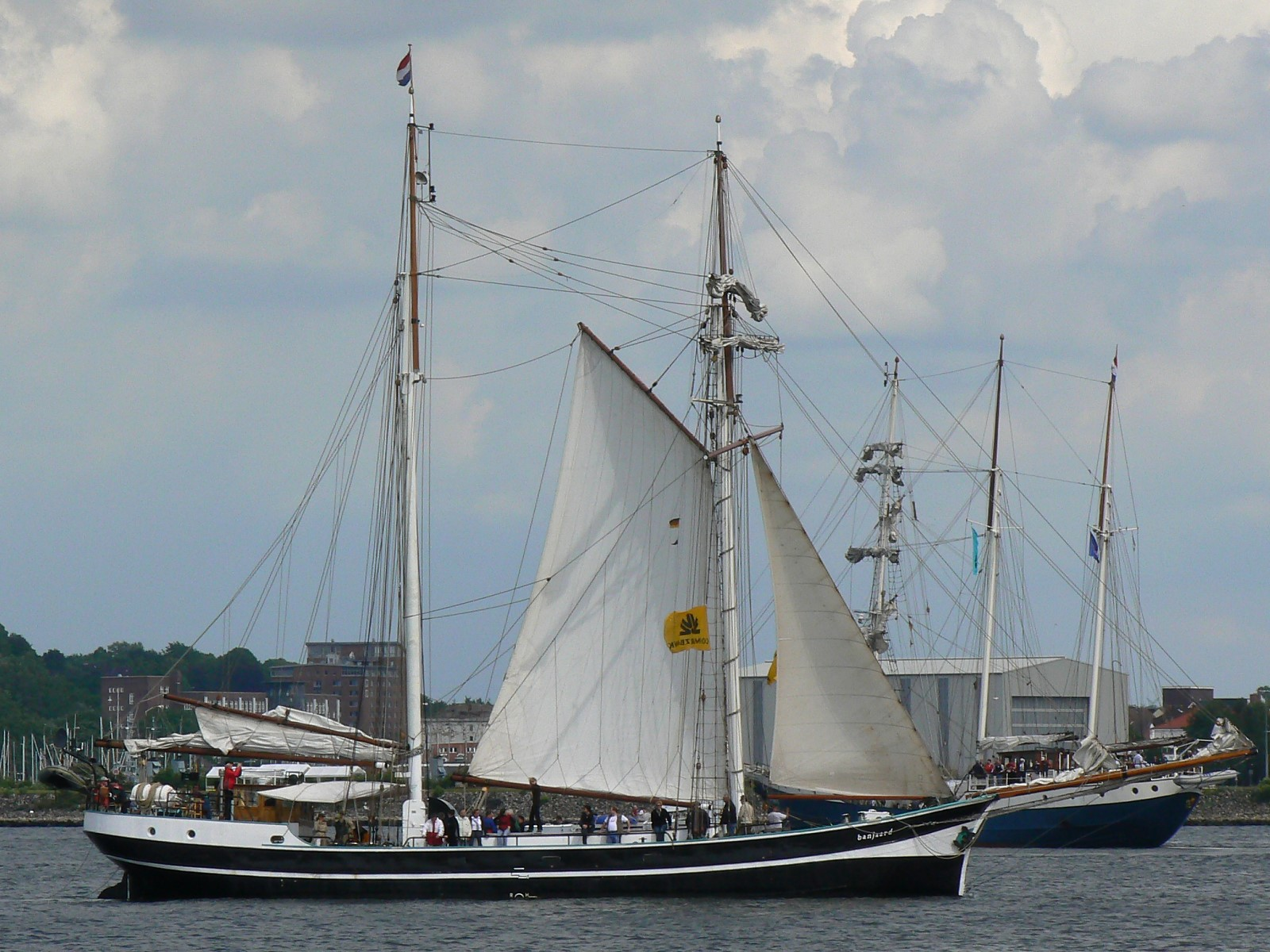
Gaffelriggad skonare - gaffelfocken är det större av de två satta seglen.

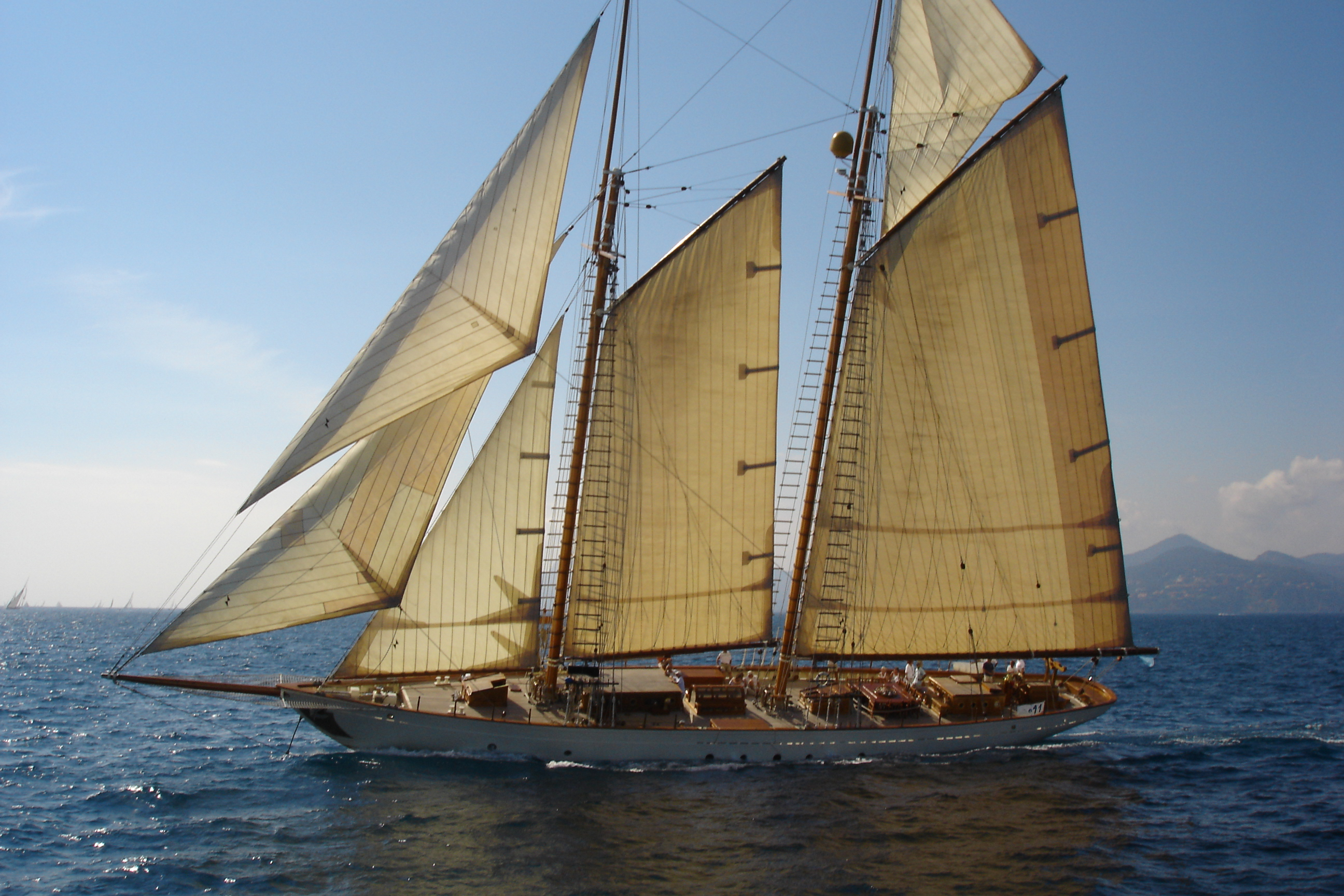
På denna skonare är gaffelfocken seglet i mitten av bilden, bakom den främre masten.

Gaffelfock är ett gaffelsegel placerat på fockmasten vilket vanligtvis är den främre masten på flermastade segelfartyg.